# Estadio Zosimades
El Estadio Zosimades (en griego: Εθνικό Στάδιο Ιωαννίνων Ζωσιμάδες) es un estadio situado en Ioannina, Grecia. Fue construido en 1952. Es el estadio del PAS Giannina, que juega en la Super Liga de Grecia. El estadio ha sido la sede de la AO Velissariou durante 4 años (1992-1996) y Ioannina UA durante 2 años (2005-07). El estadio pertenece a la Secretaría General para el Deporte